# Breitingen
Breitingen è un comune tedesco di 257 abitanti, situato nel land del Baden-Württemberg.